# Norvegia ai Giochi della IX Olimpiade
La Norvegia partecipò ai Giochi della IX Olimpiade, svoltisi ad Amsterdam, Paesi Bassi, dal 28 luglio al 12 agosto 1928,  
con una delegazione di 52 atleti impegnati in 9 discipline,
aggiudicandosi 1 medaglia d'oro, 2 medaglie d'argento e 1 medaglia di bronzo.

## Medagliere

### Per discipline
| Sport            | Oro | Argento | Bronzo | Totale |
| ---------------- | --- | ------- | ------ | ------ |
| Vela             | 1   | 1       | 0      | 2      |
| Equitazione      | 0   | 1       | 0      | 1      |
| Atletica leggera | 0   | 0       | 1      | 1      |
| Totale           | 1   | 2       | 1      | 4      |

### Medaglie
| Medaglia | Atleta                                            | Sport            | Evento                      |
| -------- | ------------------------------------------------- | ---------------- | --------------------------- |
| Oro      | Erik Anker Haakon Bryhn Principe Olav Johan Anker | Vela             | 6 metri                     |
| Argento  | Bjart Ording Arthur Qvist Eugen Johansen          | Equitazione      | Concorso completo a squadre |
| Argento  | Henrik Robert                                     | Vela             | Dinghy 12 piedi             |
| Bronzo   | Olav Sunde                                        | Atletica leggera | Lancio del giavellotto      |